# Lasianthus foxworthyanus
Lasianthus foxworthyanus är en måreväxtart som beskrevs av William Grant Craib. Lasianthus foxworthyanus ingår i släktet Lasianthus och familjen måreväxter. Inga underarter finns listade i Catalogue of Life.